# El Ocote, Comitán
El Ocote är en ort i Mexiko.   Den ligger i kommunen Comitán Municipality och delstaten Chiapas, i den sydöstra delen av landet, 800 km öster om huvudstaden Mexico City. El Ocote ligger 1 566 meter över havet och antalet invånare är 170.
Terrängen runt El Ocote är platt åt sydost, men åt nordväst är den kuperad. El Ocote ligger nere i en dal. Runt El Ocote är det ganska tätbefolkat, med 100 invånare per kvadratkilometer. Närmaste större samhälle är Las Margaritas, 14,4 km öster om El Ocote. I omgivningarna runt El Ocote växer huvudsakligen savannskog.